# Суид, Джордж
Джордж Суид (англ. George Swede, собственно Юрис Шведе, латыш. Juris Švēde, настоящая фамилия Пуриньш, латыш. Puriņš; род. 20 ноября 1940, Рига, Латвия) — канадский поэт и детский писатель.
В 1947 году вместе с родителями переселился в Канаду. Окончил отделение психологии Университета Британской Колумбии (1964), годом позже защитил магистерскую диссертацию в Университете Далхузи. В 1968—2006 гг. преподавал на отделении психологии в Райерсоновском политехническом университете в Торонто, в 1998—2003 гг. заведующий отделением, в настоящее время почётный профессор. Почётный член Канадской психологической ассоциации (2007).
Публикуется с 1968 года. Суид известен прежде всего как один из крупнейших мастеров англоязычного хайку. В 1977 году он выступил одним из основателей (вместе с Эриком Аманном и Бетти Древниок) Канадского общества хайку. Суиду принадлежит 18 сборников хайку (в том числе избранные хайку «Почти невидимое» (англ. Almost Unseen), 2000), 13 других стихотворных книг, а также несколько книг для детей в стихах и в прозе. Суид составил несколько антологий англоязычного и мирового хайку — в частности, «Хайку со всего мира» (англ. Global Haiku), а также «Антологию канадского хайку», изданную в 2003 году в Кракове в польском переводе. Он также автор несколько ясных и взвешенных статей по истории и теории западного хайку: «История английского хайку» (англ. A History of the English Haiku, 1997; русский перевод под названием «История хайку в Северной Америке», 2001), «К определению английского хайку» (англ. Towards a Definition of the English Haiku, 2000) и др.